# Serixia discoidalis
Serixia discoidalis är en skalbaggsart som beskrevs av Maurice Pic 1936. Serixia discoidalis ingår i släktet Serixia och familjen långhorningar. Inga underarter finns listade i Catalogue of Life.